# Termin Spirale Eins
Termin Spirale Eins ist ein Dokumentarfilm des DEFA-Studios für Dokumentarfilme von Winfried Junge aus dem Jahr 1977. Dieser Film zeigt einen weiteren Bauabschnitt auf der Baustelle des zukünftigen Pumpspeicherwerks Markersbach, die bereits in dem Dokumentarfilm Sagen wird man über unsre Tage von Winfried Junge aus dem Jahr 1974 vorgestellt wurde.

## Handlung
Im verschneiten Erzgebirge kämpfen sich zwei Schwertransporte aus der ČSSR, beladen mit zusammen 160 Tonnen Stahl in Halbteilen, auf einer engen Straße einen Berg hinauf. Die Tieflader werden jeweils von einer Zugmaschine gezogen und geschoben. Nach sechs Tagen und Nächten Fahrt auf insgesamt 500 Kilometern Landstraßen verschiedener Ordnung ist die Einfahrt in den Berg zum zukünftigen Pumpspeicherwerk Markersbach erreicht, nun sind es nur noch 812 Meter bis zum Ziel. Hier wird das erste unterirdische Kraftwerk der DDR erbaut, für das jeder Kubikmeter Fels dem Berg mühsam entrissen werden musste. In der Kaverne könnte ein Hochseeschiff Platz finden. Geliefert werden jetzt die ersten beiden Hälften für eine, von insgesamt sechs, für das Gehäuse der zukünftigen Wasserturbine benötigten, Spiralen, Diese Turbine, die es in dieser Größe und Art zuvor noch nie gegeben hat, wird in der ČSSR bei der Firma ČKD Blansko gefertigt, deren Kollegen auch die Montage, mit Unterstützung der deutschen Kollegen vom Kombinat Kraftwerksanlagenbau Berlin, übernehmen werden. Wenn sie sich einmal im Betrieb befindet, soll diese Turbine etwa 74 Kubikmeter Wasser in der Sekunde fördern.
In Markersbach entsteht eines der größten Pumpspeicherwerke Europas. Mit 1050 Megawatt wird es mehr Energie liefern, als die acht, bisher in der DDR, bestehenden zusammengenommen. Im Jahr 1967 fanden hier die ersten Erkundungen statt und in Sichtweite des Fichtelbergs wurde ein Wasserbecken für sechs Millionen Kubikmeter Wasser erbaut. Durch die im Durchmesser 6,20 Meter starken Rohre, von denen jedes Segment 40 Tonnen wiegt und von denen 220 Stück für zwei Trinkwasserleitungen benötigt werden, wird das Wasser durch die Turbinen geleitet, um den Spitzenbedarf an Elektroenergie in der DDR befriedigen zu können. Der Hersteller dieser Rohrsegmente, der VEB Germania Karl-Marx-Stadt ist auch für deren Transport und die Montage zuständig. Dann erfolgt der Einsatz der Kollegen des VEB Industrie- und Kraftwerksrohrleitungsbau Bitterfeld, die die Leitungen in den vom VEB Schachtbau Nordhausen geschaffenen Schächten, zusammenbauen werden. Solch steile Strecken haben die Nordhäuser noch nie gebaut und für die Bitterfelder sind die Rohre mit diesem Durchmesser und der Absenkung mit dieser starken Neigung, auch Neuland. Rund um die Uhr werden die Segmente verschweißt, wofür sogar Spezialisten aus der Volksrepublik Ungarn geholt werden.
Um die beiden Hälften der Spirale verschweißen zu können, müssen sie erst ausgerichtet und dann verschraubt werden. Die Schweißnähte müssen einmal den Druck von 70 Bar Überdruck aushalten. Bei der Montage sind auch Kollegen des späteren Betreibers dabei, damit sie jedes Detail der Anlage kennenlernen. Am 26. Mai 1977 wird die Spirale das letzte Mal mit zwei Kranen bewegt und auf ihren endgültigen Platz gestellt. Turbine und Wasserrohrleitungen wachsen jetzt ständig aufeinander zu.

## Produktion
Termin Spirale Eins wurde von der Künstlerischen Arbeitsgruppe dokument unter den Arbeitstiteln Markersbach und Termin Spirale I auf ORWO-Color gedreht. 
Die Premiere fand am 22. November 1977 während der XX. Internationalen Leipziger Dokumentar- und Kurzfilmwoche für Kino und Fernsehen statt. Ab 5. Mai 1978 lief er in den Kinos der DDR. Im Fernsehen wurde der Film zum ersten Mal am 29. September 1978 im 1. Programm des Fernsehens der DDR ausgestrahlt.

## Auszeichnungen
- 1977: Preis für Gesamtleistung beim III. Leistungsvergleich Dokumentar- und Kurzfilm der DDR für Kino und Fernsehen

## Kritik
Konrad Schwalbe bezeichnete Termin Spirale Eins im Neuen Deutschland als einen überdurchschnittlichen Kino-Dokumentarfilm.

Gisela Herrmann von der Berliner Zeitung meinte in ihrem Abschlusskommentar von der XX. Internationalen Leipziger Dokumentar- und Kurzfilmwoche für Kino und Fernsehen: 

„Strenge Sachlichkeit läßt Winfried Junge bei seinem ‚Termin Spirale eins‘ walten. Was aber auf der kürzlichen Leistungsschau der DDR-Dokumentaristen mit Recht zur Auszeichnung gereichte, nimmt sich im internationalen Vergleich plötzlich seltsam klein aus. Da wird man sehr genau mit der imposanten Technik des in sozialistischer Zusammenarbeit erbauten Energie-Verbundnetzes Markersleben vertraut gemacht, zum genauen Kennenlernen der Erbauer aber kommt es kaum.“